# Банда Дмитрия Ященко
Банда Дмитрия Ященко — крупная банда, орудовавшая в 1996—1997 годах на территории Ростовской области и Сызрани. Совершила более 100 преступлений.

## Создание банды
Создатель банды — уроженец Ростова-на-Дону Дмитрий Ященко (род. 1968) — был судим за разбой. В 1996 году, отбывая срок в республике Коми, он заболел туберкулёзом, и ему предоставили отпуск для лечения. Однако суд потом установил, что это был лишь формальный повод для отпуска. На самом деле в Ростов его отправил начальник колонии, которому Ященко обещал достать запчасти для принадлежащих надзирателям машин.
В родной город Ященко вернулся вместе с уже отбывшим срок в той же колонии земляком Михаилом Боровским. Ященко оставалось отсидеть менее года, но возвращаться в колонию он не собирался. Хотя он и числился в федеральном розыске, особо его не искали. По показаниям Боровского, ещё в заключении Ященко делился с ним планами создания банды. В Ростове к Ященко присоединились несколько уголовников, в том числе Юрий Котляров и Владимир Живаев, ранее судимые за убийства. Бандиты заставили Боровского продать две принадлежавшие ему квартиры, а на вырученные деньги купили оружие и боеприпасы. В банду вошли Андрей Волков, Владимир Пионтковский и Юрий Хацкель (род. 1960), совершившие в декабре 1995 года убийство «валютного менялы» Говорова. Хацкель устроил Волкова и Пионтковского на работу охранниками к Говорову. Когда однажды Говоров получил в банке для обмена 100 тысяч долларов, Волков, Пионтковский и Хацкель расстреляли его в его автомобиле в самом центре города и похитили деньги.
В банде был свой оружейник, изготавливавший оружие для налётчиков — Андрей Сысоев. Наводчицей, дававшей информацию о предпринимателях, в банде была студентка Елена Николаева (род. 1977). Одним из участников банды был сотрудник уголовного розыска, капитан милиции Андрей Сидоров. Он вовремя предупреждал бандитов о милицейских операциях в отношении их банды.
По воспоминаниям одного из бандитов, Ященко, и ещё один лидер банды - Владимир Живаев, мечтали создать могущественную преступную организацию.

## Преступная деятельность
В ноябре 1996 года бандиты узнали о ростовском коммерсанте Борееве, который продал машину за 66 млн «неденоминированных» рублей. Бандиты во главе с Ященко приехали к Борееву через день. Один из них был в милицейской форме, поэтому Бореев открыл дверь. Один из бандитов ударил коммерсанта, а другой стал его пытать раскалённым утюгом, требуя выдать им деньги. Получив их, налётчики забрали продукты из холодильника, водку и даже старую обувь, после чего скрылись.
12 декабря бандиты совершили вооружённое нападение на дом одного капитана дальнего плавания, которого в это время не было дома. Бандиты выбили дверь и на глазах трёхлетней дочери расстреляли из пистолета-пулемёта жену капитана. Не найдя денег, налётчики сняли с пальца убитой золотое кольцо.
Вскоре бандиты получили от бывшего сотрудника одной фирмы Вячеслава Питюкина наводку на склад этой фирмы, где каждый вечер собиралась крупная выручка. Вечером 8 февраля 1997 года Ященко, Боровский и ещё несколько бандитов отправились на этот склад. Охранника, открывшего дверь, и его напарника бандиты застрелили на месте. Раненного в живот директора фирмы добили, уже забрав выручку — четыре сумки, в которых находилось 300 млн рублей.
Во время стрельбы у Боровского заклинило оружие и он испугался, что его убьют, а труп с оружием оставят на месте преступления, чтобы все на него списать. Боровский вытащил из кармана гранату и сорвал чеку, чтобы взорвать сообщников, если они начнут стрелять в него, но до этого не дошло. Боровского наказали рублём — из похищенных денег он получил всего 400 тысяч, тогда как наводчикам бандиты дали 11 млн.
После нападения на склад из банды вышел Владимир Живаев. Он решил создать свою собственную банду.
В июне 1997 года бандиты Ященко совершили разбойное нападение на дом жителя посёлка Красный Колос. Поздно вечером четверо бандитов ворвались в дом, связали хозяйку и троих несовершеннолетних детей, хозяина заковали в наручники и избили. Затем они вынесли из дома все, что попало под руку. Хозяин дома, ранее судимый, не стал обращаться в милицию.
17 июля 1997 года бандитами в собственной квартире был убит бизнесмен Симоненко, его жена чудом уцелела. Убийцы похитили хранившиеся в доме деньги и золотые изделия.
Среди бизнесменов Ростова началась паника. Те из них, кто имел «крышу» в уголовном мире, требовали от криминальных авторитетов защитить их от банды, планомерно убивавшей и грабившей бизнесменов.
Бандиты совершали преступления не только ради наживы. Например, участник банды Сергей Рейнгруберт избил до смерти прохожего за то, что тот недостаточно вежливо ответил на вопрос «Который час?». А однажды трое участников банды посадили в машину голосовавшего на дороге милиционера. Проехав немного, они оглушили его ударом по голове и вывезли на окраину города. Там бандиты попытались застрелить милиционера из найденного у него же пистолета, но оружие оказалось газовым. Тогда бандиты жестоко избили милиционера и оставили его умирать на 18-градусном морозе, но он выжил и впоследствии опознал всех троих.
В августе 1997 года участники банды совершили заказное убийство. В то время «смотрящим» за Батайском был 38-летний Виталий Грибов. Он был в крайне неприязненных отношениях со своей женой Еленой, и собирался с ней разводиться. В случае развода Елена не могла получить даже часть имущества богатого мужа. Она решила его убить. Исполнителя Елена нашла через своего любовника по фамилии Пионтковский. Тот предложил своему брату, Андрею Волкову, убить Грибова. Волков согласился убить авторитета за 10 тысяч долларов. В этом убийстве приняли участие Ященко и ещё двое бандитов.
Криминального авторитета киллеры выслеживали три недели. В ночь на 30 августа четверо бандитов во главе с Ященко устроили засаду у его дома. Как только Грибов со своей сожительницей зашли во двор, налётчики заковали его в наручники и вместе с девушкой затащили в дом. Здесь они сказали авторитету, что он заказан, но если даст им 20 тысяч долларов, то его отпустят, а заказчика убьют. Грибов ничего им не отдал. Тогда бандиты убили его вместе с 19-летней беременной сожительницей.
Буквально на следующий день после убийства мужа Елена Грибова развила бурную деятельность по вступлению в права наследования. Ей срочно надо было достать денег, чтобы заплатить киллерам, пригрозившим ей: «Не отдашь долг — убьем и тебя». Вдова принялась занимать деньги, чтобы расплатиться, ей даже пришлось заложить собственный дом в Батайске, где она жила с матерью. Её перемещения и круг знакомств не ускользнули от внимания оперативников. Сначала был задержан Пионтковский, помогавший Грибовой в наследственных делах, который признался, что именно Елена заказала ему своего мужа. Когда Грибову арестовали, она дала показания, благодаря которым удалось задержать двоих участников убийства криминального авторитета.
После расправы над Грибовым скрывавшийся от милиции Ященко получил наводку на ювелира, работающего в городском Доме быта. 26 сентября 1997 года он с сообщниками занял позицию у дверей дома ювелира. Бандиты собирались, как только ювелир откроет дверь, чтобы отправиться на работу, затолкать его обратно в квартиру и ограбить. Но ювелир позвонил в милицию и сообщил, что у его двери на лестничной клетке стоят два человека, ещё двоих он увидел в окно. По его адресу выехали милиционеры, которые задержали участников банды Рейнгруберта и Лиховидова, у них было изъято оружие.

## Конец банды
Через три дня после задержания Рейнгруберта и Лиховидова сотрудники ДПС остановили автомобиль, в котором ехали четверо участников банды. Один из них, Головинов, предъявил фальшивое удостоверение оперуполномоченного Управления по борьбе с организованной преступностью. При попытке задержания один из бандитов, Вячеслав Петюкин, сумел бежать, остальные были задержаны. Бандиты сообщили адреса явок Петюкина, и в одной из квартир он вскоре был задержан.
Бандиты во главе с Владимиром Живаевым продолжали преступную деятельность. Они совершили разбойные нападения на коммерсанта в Новочеркасске, на магазины в Ростове и Александровке. Живаев близко сошелся с двумя "ворами в законе".  7 октября 1997 года Живаев совершил убийство начальника сызранского следственного изолятора - полковника Евгения Бородина. Рассматривалась версия, согласно которой это преступление было организовано одним из упомянутых выше "воров в законе", но не получила подтверждений, и в основу уголовного дела легли показания самого Живаева, утверждавшего, что убийство Бородина он совершил в ходе конфликта, который вспыхнул спонтанно.
12 декабря был задержан вернувшийся в Ростов Ященко. Вскоре были арестованы остальные участники банды. Последним из них был Владимир Живаев, задержанный в Самаре на крыше дома при попытке уйти от преследования.
Всего банда совершила более 100 преступлений, в том числе 14 убийств.
Новым участником группировки стал Витковский Дмитрий, позже был частично парализован в результате ранений, полученных в ходе перестрелки.

## Суд
Перед судом предстали сразу 30 обвиняемых. В зале суда пришлось поставить ещё одну клетку. 23 мая 2000 года Ростовский областной суд под председательством судьи Ивана Гончарова вынес приговор. Организатор банды Дмитрий Ященко и его правая рука Дмитрий Головинов, участвовавший во всех убийствах, были приговорены к пожизненным заключениям, Владимир Живаев — к 22 годам, Вячеслав Петюкин (р. 1969) получил 20 лет, Андрей Волков — 18, Юрий Хацкель — 15, Елена Грибова — 12, Елена Николаева — 10, Владимир Пионтковский — 9. Андрей Сысоев и Андрей Сидоров были приговорены к условным срокам — 4,5 и 4 года соответственно. Остальные получили сроки до 25 лет лишения свободы. Верховный суд России оставил приговор без изменений. В 2000 году Ященко и Головинов были этапированы в колонию Черный дельфин Оренбургской области. Спустя некоторое время Ященко был переведен в другую колонию. 